# Inigozetes reticulatus
Inigozetes reticulatus är en kvalsterart som först beskrevs av Pérez-Íñigo 1969.  Inigozetes reticulatus ingår i släktet Inigozetes och familjen Punctoribatidae. Inga underarter finns listade i Catalogue of Life.